# Singa cruciformis
Singa cruciformis är en spindelart som beskrevs av Yin, Peng och Wang 1994. Singa cruciformis ingår i släktet Singa och familjen hjulspindlar. Inga underarter finns listade i Catalogue of Life.